# Constantin Cavafy
 (mai 2012).
Œuvres principales
Poèmes (1935 + 1968)
Constantin Cavafy ou Cavafis, connu aussi sous le nom Konstantinos Petrou Kavafis, ou Kavaphes (en grec Κωνσταντίνος Πέτρου Καβάφης), est un poète grec né le 29 avril 1863 à Alexandrie en Égypte et mort le 29 avril 1933 dans la même ville.
Très peu connu de son vivant, il est désormais considéré comme une des figures les plus importantes de la littérature grecque du XXe siècle. Il fut fonctionnaire au ministère des travaux publics d'Alexandrie, journaliste et courtier à la bourse d'Alexandrie.

## Biographie

### Enfance et jeunesse
Constantin Cavafy est le dernier des neuf enfants (une fille et huit garçons) de Petros Kavafis, négociant en import-export de textiles et coton, et de Hariklia Photiadis,, fille de diamantaire, tous deux originaires de Constantinople et installés à Alexandrie. Son père décède en 1870 (ce qui va marquer le déclin de la fortune familiale), et en 1872 la famille s'installe en Grande-Bretagne, à Liverpool. Ces années passées en Grande-Bretagne le marquent profondément et ses écrits dénotent une grande familiarité avec la tradition poétique anglaise, particulièrement Shakespeare, Browning et Wilde. Sa langue maternelle reste teintée d'une pointe d'accent anglais jusqu'à la fin de ses jours.

### Alexandrie - Constantinople - Alexandrie

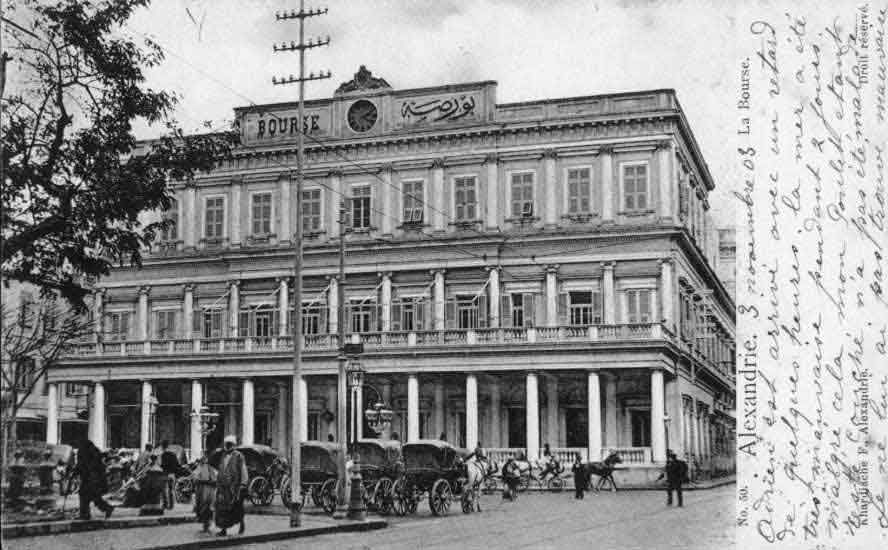
La Bourse d'Alexandrie vers 1900.

À la suite de spéculations hasardeuses, la famille se retrouve ruinée et retourne en 1877 à Alexandrie, puis, anticipant les émeutes et l'insurrection de 1882 qui allaient précipiter la guerre anglo-égyptienne, avec le bombardement de la ville, les Cavafy quittent à nouveau cette ville pour Constantinople. C'est dans cette ville que Cavafy écrit le premier poème que l'on connaisse de lui, en anglais,. Constantin Cavafy y vit trois ans, dans une certaine précarité ; c'est durant cette période que vraisemblablement il a ses premières relations homosexuelles et qu'il rédige (en 1884) ses premiers poèmes en grec, et des proses en anglais.
Il envisage un temps d'embrasser une carrière politique puis, de retour à Alexandrie en 1885, il exerce divers métiers : journaliste pour le journal Telegraphos, courtier à la Bourse d'Alexandrie, où il est l'assistant d'un de ses frères. Durant cette période, son ambition demeure cependant l'écriture et il poursuit la rédaction de poèmes et d'essais.
En 1892, à 29 ans, il entre au Service de l'Irrigation du ministère des Travaux publics, administration dans laquelle il accomplit toute sa carrière (il prend sa retraite en 1922), finissant directeur-adjoint. Il mène alors une existence confortable en compagnie de sa mère jusqu'au décès de celle-ci, en 1899. En 1922 il se retire et passe le reste de sa vie à Alexandrie, se consacrant exclusivement à son œuvre et se rendant régulièrement en Grèce (son premier voyage dans ce pays date de 1901, durant lequel il vit à Athènes) ; vers 1930, déjà célèbre mais malade, il habite un médiocre hôtel d'Athènes, place Omónia, où il reçoit de jeunes admirateurs ; c'est à Alexandrie, à l'hôpital, qu'il meurt d'un cancer du larynx en 1933, le jour même de son 70e anniversaire.

## Cavafy en son temps
Cavafy a beaucoup voyagé en Angleterre, en France (où il a résidé) et en Grèce. S'il eut une petite notoriété au sein de la communauté grecque d'Alexandrie et quelques amitiés dans les cercles littéraires (il fut en relation pendant plus de vingt ans avec Edward Morgan Forster), pendant longtemps son œuvre resta inconnue du grand public. Quoiqu'il ait rencontré de nombreux hommes de lettres grecs lors de ses nombreux déplacements à Athènes, il n'eut pas de réelle reconnaissance de ses pairs, probablement à cause de l'aspect déroutant pour l'époque de sa poésie. Un peu de lumière est jeté sur son œuvre, avec la publication, le 30 novembre 1903, dans la revue Panathinaia (el), grâce à un article de Grigórios Xenópoulos sur Cavafy intitulé « Un poète ». Ce n'est que près de vingt ans plus tard, au lendemain de la défaite grecque à l'issue de la guerre gréco-turque, qu'une nouvelle génération de poètes grecs de tendance nihiliste, tels Kóstas Karyotákis, puisent leur inspiration dans son œuvre.

## Œuvre

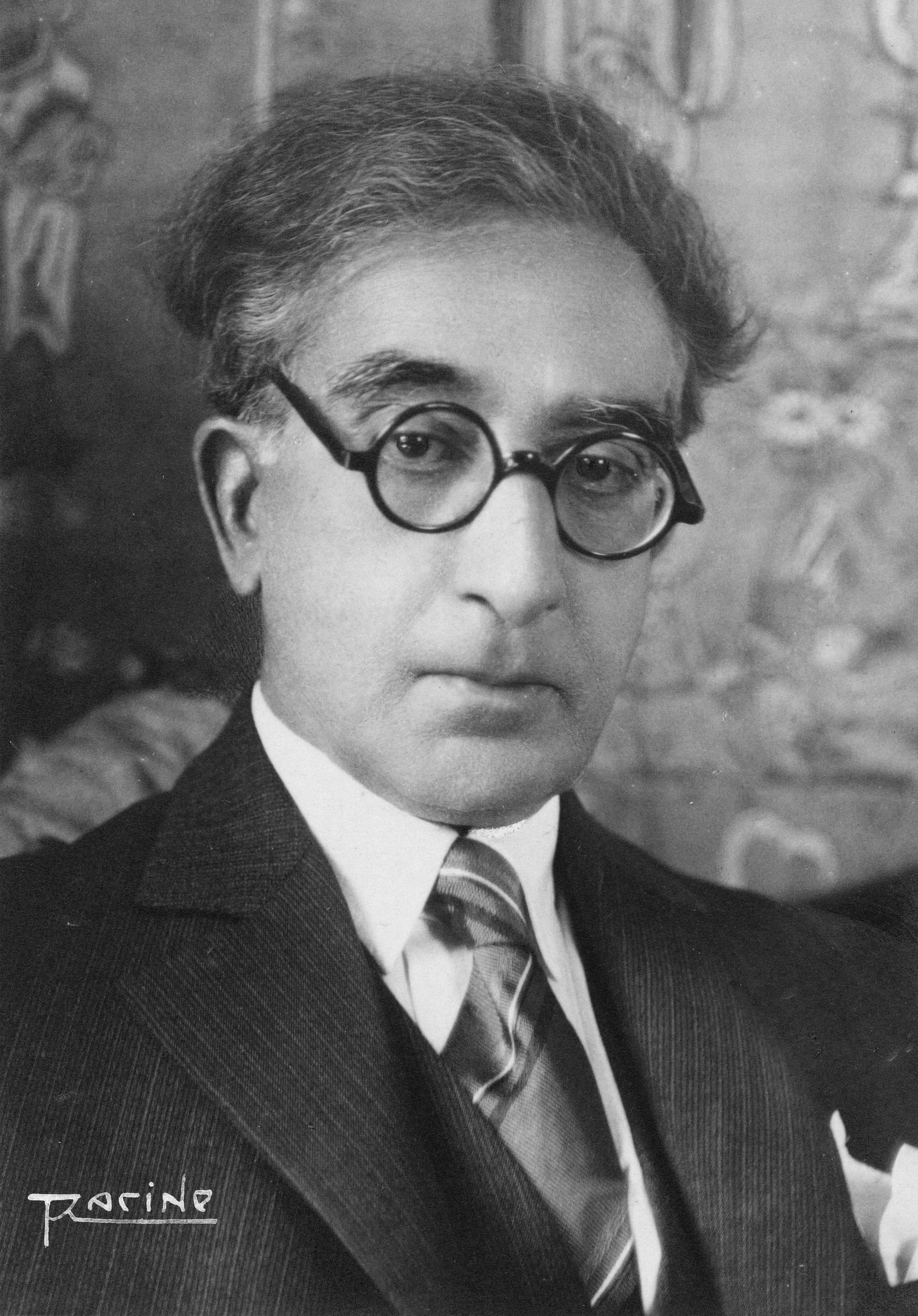
Cavafy en 1929 à Alexandrie.

Cavafy n'a publié aucun recueil de son vivant, donnant des poèmes à des revues littéraires ou les faisant circuler auprès de quelques amis sous forme de feuillets et de brochures auto-édités. En outre il remaniait sans cesse ses textes, et en détruisait beaucoup, en particulier dans ses œuvres de jeunesse. Ainsi, l'essentiel de son œuvre a été composé après son quarantième anniversaire. L'œuvre complète officielle compte 154 poèmes, à savoir les textes retenus par Cavafy pour la première édition d'ensemble parue en 1935, deux ans après sa mort. Il a cependant écrit des poèmes dans sa jeunesse (qu'il a par la suite rejetés), d'autres qui ne lui ont pas semblé mériter d'être publiés, ainsi que d'autres poèmes restés inachevés. Aux 154 poèmes, on peut ajouter 75 restés inédits et retrouvés dans les archives du poète 1968, 37 autres qu’il avait publiés entre 1886 et 1898 mais reniés par la suite, et une trentaine restés inachevés, édités pour partie au XXe siècle par la chercheuse byzantiniste Renata Lavagnini.
L'originalité de ce poète réside dans le fait qu'il sut de manière incomparable dépasser la manière du Parnasse et tracer en premier la voie de la modernité en Grèce, malgré la critique et même la polémique de ses contemporains. De prime abord sa poésie frappe par la musicalité de sa langue, qui est celle des anciennes colonies grecques, mêlée à des éléments linguistiques archaïques remontant même jusqu'à Homère. Or son apport créateur repose d'abord sur l'utilisation d'une langue singulière, mais qui garde la fraîcheur de son passé, déridée et resplendissante. Aussi paradoxal que cela puisse paraître, le poète sut redonner vie à des mots à jamais péris, mais qui, semble-t-il, avaient toujours droit de cité à la périphérie coloniale grecque et dans la diaspora.
Le recours à la mémoire est en second lieu l'aspect reconnaissable de la poésie de Cavafy. Il puise dans le passé ses thèmes choisis selon une technique jusqu'alors inconnue, en évacuant les contenus des mythes, pour ne garder que les noms. Il restructure ensuite ses propres mythes, en simulant une plongée dans l'histoire de la Grèce. Cette technique place la fiction du poète dans le voisinage des mythes que la tragédie ancienne put forger, éloignée du vécu historique. Les thèmes les plus marginaux, les détails que l'histoire laisse de côté, l'insoupçonnable impression d'une rencontre, l'intimité d'une pensée furtive et les regards, attendris et émus sur le corps humain, tel est son matériel de prédilection. Loin du sentimentalisme, il érige un univers dans lequel l'homme éprouve sa « corporéité » à l'échelle de l'éternité. Marguerite Yourcenar qui conclut : « La réminiscence charnelle a fait de l'artiste le maître du temps ; sa fidélité à l'expérience sensuelle aboutit à une théorie de l'immortalité. »
Selon Michel Volkovitch , « Cavàfis est l'anti-Rimbaud : son développement fut progressif et lent. Ses premiers poèmes sont écrits à l'ombre des Parnassiens, de Baudelaire, des Symbolistes, de Browning ; il ne devient pleinement lui-même qu'aux abords de la quarantaine — un peu comme Proust, son contemporain. Il publie peu et comme à regret, retravaillant certains poèmes inlassablement pendant des années. Il ne verra pas la première édition d'ensemble de son œuvre, parue peu après sa mort. »

## Reconnaissance et jugements

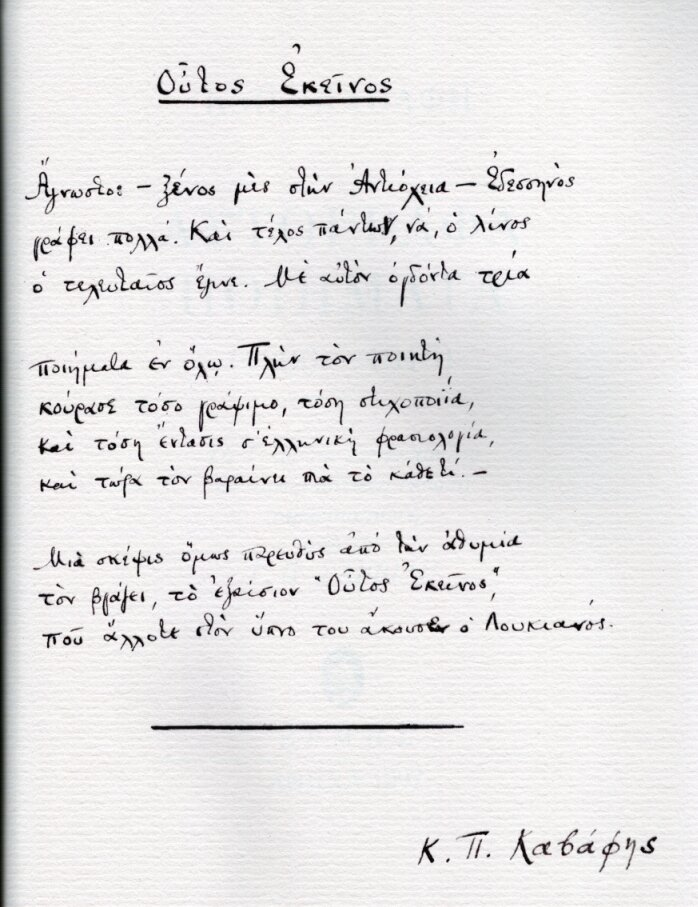
Poème autographe de Cavafy, « Outos Ekeinos » (C'est lui), 1909. (Trad. D. Grandmont, « Poésie/Gallimard », 2003, p. 85.)

Il est un des poètes les plus célèbres de la Grèce moderne. Et comme Marguerite Yourcenar note dans la préface à sa traduction des poèmes de Cavafy, « c'est aussi l'un des plus grands, le plus subtil en tout cas, le plus neuf peut-être, le plus nourri pourtant de l'inépuisable substance du passé. »
Selon Marguerite Yourcenar, « il s'était reconnu de bonne heure une vocation de poète, mais ne garda de sa production d'avant la cinquantième année qu'un petit nombre de poèmes, dont quelques-uns seulement comptent parmi ses chefs-d'œuvre [...]. Cavafy n'a guère laissé circuler de son vivant que quelques rares poèmes insérés çà et là dans des revues ; sa gloire, venue peu à peu, s'alimenta de feuilles volantes distribuées chichement à des amis ou à des disciples ; cette poésie qui étonne à première vue par son détachement, son impersonnalité presque, demeura donc en quelque sorte secrète jusqu'au bout, susceptible dans toutes ses parties d'enrichissements et de retouches, bénéficiaire de l'expérience du poète jusqu'à sa mort. Et c'est seulement vers la fin qu'il a exprimé à peu près ouvertement ses hantises les plus personnelles, les émotions et les souvenirs qui de tout temps, mais de façon plus vague et plus voilée, avaient inspiré et sustenté son œuvre. »

### Autour de Cavafy
- Cavafy, film biographique de Yánnis Smaragdís, Grèce, 1996, Accattone distribution
- La chanson « Alexandra Leaving » de Leonard Cohen s'inspire du poème « Le dieu abandonne Antoine ».
- La chanson en catalan « Viatge a Itaca » (« Voyage à Ithaque ») de Lluís Llach (1975) est adaptée du poème du même nom de Cavafy[13].
- Ce qui reste de la nuit, roman d'Ersi Sotiropoulos (Stock, 2016), raconte trois jours que Cavafy a passés à Paris en 1897.
- Reviens et prends-moi, court métrage réalisé par Franssou Prenant, sorti en 2005.
- Al-Madina, film documentaire espagnol (2010), a pour fil conducteur le poème La Ville de Cavafy.
- Ouverte à Athènes en novembre 2023, la maison Cavafy rassemble de nombreuses archives du poète, dont environ 2 000 documents et certains objets personnels[14].Buste de Cavafy par Kostas Valsamis (en), 1982, avec un vers du poème « Ithaque » : « Garde à l'esprit toujours Ithaque » (trad. M. Volkovitch). Athènes, Plateia Aigyptou[Note 2].

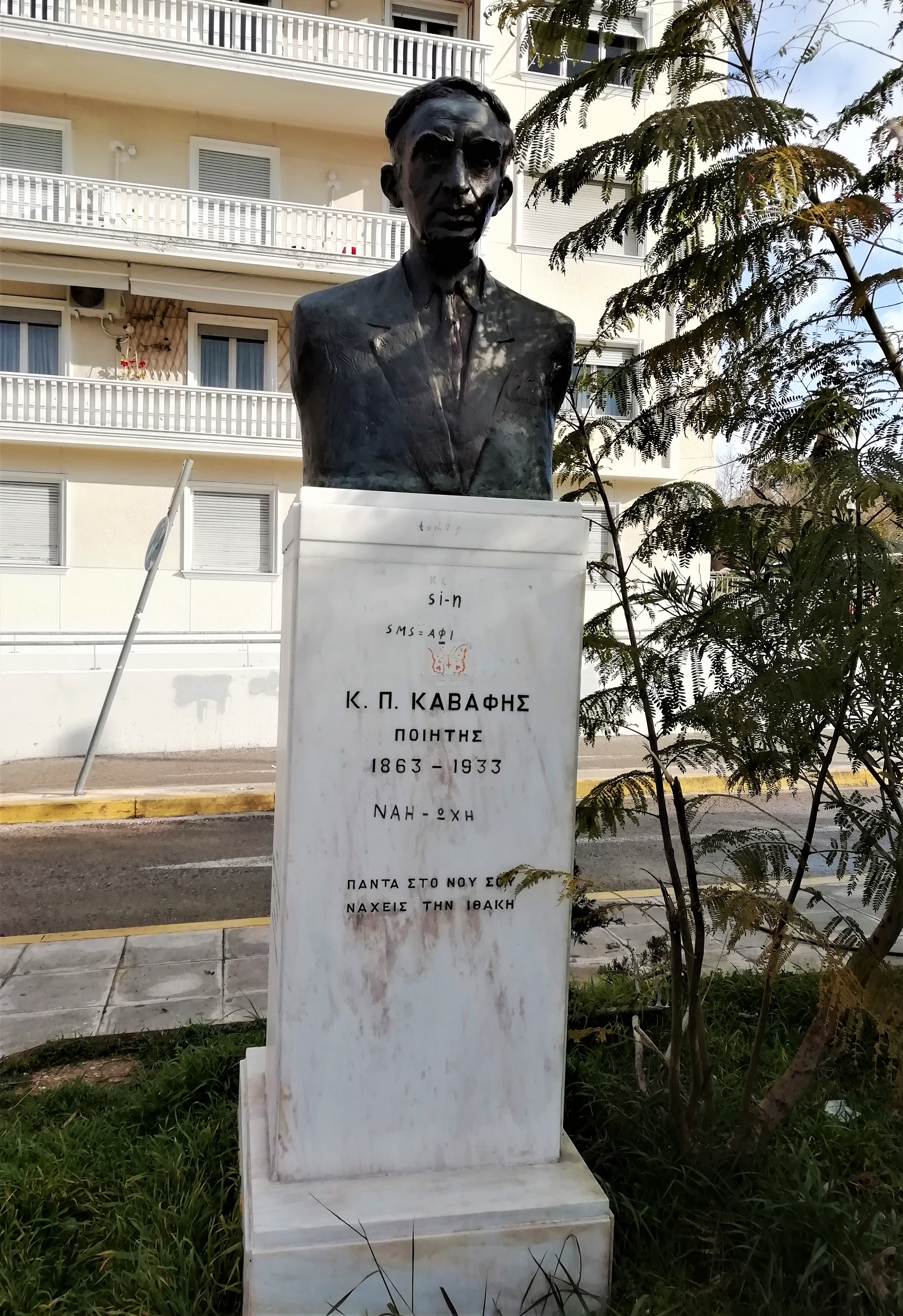
Buste de Cavafy par, 1982, avec un vers du poème « Ithaque » : « Garde à l'esprit toujours Ithaque » (trad. M. Volkovitch). Athènes, Plateia Aigyptou.